# Francesco Giusti del Giardino
Francesco Giusti del Giardino (Padova, 24 luglio 1871 – Onara, 3 novembre 1945) è stato un ingegnere, imprenditore e politico italiano.

## Biografia
Figlio di Giulio e Lucia Cittadella, proveniva da una famiglia veronese di antica nobiltà e si fregiava del titolo di Conte di Gazzo. Tra i vari parenti illustri, si ricordano Vettor Giusti del Giardino, cugino del padre e senatore, e il fratello minore Giovanni Giusti del Giardino, eroe di guerra.
Affascinato dalla nascente era della motorizzazione, si laureò in ingegneria all'Università di Padova, sotto la docenza di Enrico Bernardi, nel 1893. L'anno seguente, con l'amico e compagno di studi Giacomo Miari, intraprese una breve ma significativa carriera imprenditoriale, fondando la Miari & Giusti, attiva tra il 1894 e il 1901, nota per essere stata la prima casa automobilistica a produrre un veicolo a motore ideato in Italia. 
Terminata l'esperienza nel campo imprenditoriale, conseguì una seconda laurea in giurisprudenza e partecipò come volontario alla Grande Guerra, meritando la medaglia di bronzo e la medaglia d'argento al valor militare.
Ricoprì in seguito importanti cariche nell'amministrazione pubblica locale: fu sindaco di Tombolo, quindi di Padova, e infine primo podestà fascista della città (1927-1931). Fu inoltre consigliere presso la provincia di Padova.
Entrò al Senato su proposta di Emilio Bodrero, vicepresidente della Camera dei deputati, e di Elfrido Ramaccini, prefetto di Padova; nominato il 6 aprile 1934, giurò il 5 maggio dello stesso anno.
Dopo il Proclama di Badoglio, essendosi rifiutato di aderire fattivamente alla Repubblica Sociale Italiana, venne inserito nelle liste di proscrizione repubblichine e, arrestato nottetempo, fu rinchiuso nel carcere dei Paolotti, insieme all'ex socio Giacomo Miari. In seguito all'intervento del vescovo di Padova, furono entrambi liberati dopo alcuni giorni.
L'Alta Corte di Giustizia per le Sanzioni contro il Fascismo lo deferì il 7 agosto 1944, iscrivendolo al VI gruppo di imputazione (Senatori ritenuti responsabili di aver mantenuto il fascismo e resa possibile la guerra sia coi loro voti, sia con azioni individuali, tra cui la propaganda esercitata fuori e dentro il Senato). Con la morte del senatore la procedura fu interrotta per poi decadere qualche tempo dopo.